# Ichneumon karpaticus
Ichneumon karpaticus là một loài tò vò trong họ Ichneumonidae.